# Филач, Вилько
Вилько Филач (словен. Vilko Filać; 14 февраля 1950 — 25 ноября 2008) — словенский кинооператор.

## Биография
Родился 14 февраля 1950 года в Птуе (Словения). Получил образование в Пражской Академии исполнительских искусств (Чехословакия), где познакомился с режиссёром Эмиром Кустурицей. Окончил Факультет Кино и Телевидения (FAMU). Впоследствии стал оператором всех фильмов Кустурицы до «Андеграунда» включительно.
Умер от сердечного приступа в Любляне 25 ноября 2008 года.

## Избранная фильмография
- 1978 — «Невесты приходят» / Nevjeste Dolaze
- 1979 — «Кафе «Титаник»» / Bife «Titanik»
- 1981 — «Помнишь ли ты Долли Белл?» / босн. Sjećaš li se Doli Bel?, серб. Сјећаш ли се Доли Бел?
- 1985 — «Папа в командировке» / Otac na službenom putu
- 1989 — «Время цыган» («Дом для повешения») / серб. Дом за вешање, англ. Time of the Gypsies
- 1989 — «Забытые» / англ. The Forgotten
- 1993 — «Аризонская мечта» / Arizona Dream
- 1995 — «Андеграунд» / серб. Подземље, англ. Underground
- 1997 — «Храбрец» / The Brave
- 1997 — «Китайская шкатулка» / Chinese Box
- 1999 — «Дети века» / Les Enfants du siècle
- 2001 — «Новокаин» / Novocaine
- 2004 — «Мой ангел» / Mon ange